# موریزویل (کارولینای شمالی)
موریسویل (به انگلیسی: Morrisville) شهری در ایالت کارولینای شمالی کشور ایالات متحده آمریکا است که جمعیت آن در سرشماری سال ۲۰۱۰ میلادی، ۱۸٬۵۷۶ نفر بوده‌است.